# 33188 Shreya
33188 Shreya è un asteroide della fascia principale. Scoperto nel 1998, presenta un'orbita caratterizzata da un semiasse maggiore pari a 3,0833135 UA e da un'eccentricità di 0,1539619, inclinata di 5,43144° rispetto all'eclittica.